# Graf van Ester en Mordechai
Het graf van Ester en Mordechai (Perzisch: بقعه استر و مردخای; Hebreeuws: קבר אסתר ומרדכי) bevindt zich in Hamadan, Iran. Het is de belangrijkste bedevaartsplaats voor Iraanse Joden, die geloven dat het de overblijfselen herbergt van de bijbelse koningin Ester en haar oom Mordechai.
In de 16e of 17e eeuw werd er een mausoleum om het graf heen gebouwd. Binnenin bevindt zich een grafgrot met twee grote houten gedenktekens bedekt met lakens. Het rechter graf wordt toegeschreven aan Ester, het linker aan Mordechai. Daarnaast heeft het gebouw een kleine kamer dat dienst doet als gebedsruimte en een grotere ruimte die wordt gebruikt voor het houden van bar mitswa-evenementen.
Zowel in de Jeruzalemse als Babylonische Talmoed wordt geen melding gemaakt van het graf. Hierdoor wordt de Iraans-Joodse traditie niet ondersteund door Joden buiten Iran. Sommigen geloven daarentegen dat zij begraven liggen op de archeologische vindplaats Kfar Bir'am in Galilea. Het is echter zeer onwaarschijnlijk dat een koningin van het Perzische Rijk zou zijn begraven op zo'n afgelegen en voor het jodendom niet belangrijke plek als een dorp in Galilea.
Op 15 mei 2020, een dag na de 72e verjaardag van Israël, was het mausoleum doelwit van brandstichting. Die richtte echter weinig schade aan. Hoewel meerdere Joodse organisaties over de hele wereld het incident veroordeelden en een onderzoek eisten, kwam er geen reactie van de Iraanse regering.
Ondanks het feit dat het mausoleum geregistreerd staat als cultureel erfgoed, heeft de regering al meermaals gedreigd het te slopen dan wel de speciale status af te nemen.

## Galerij

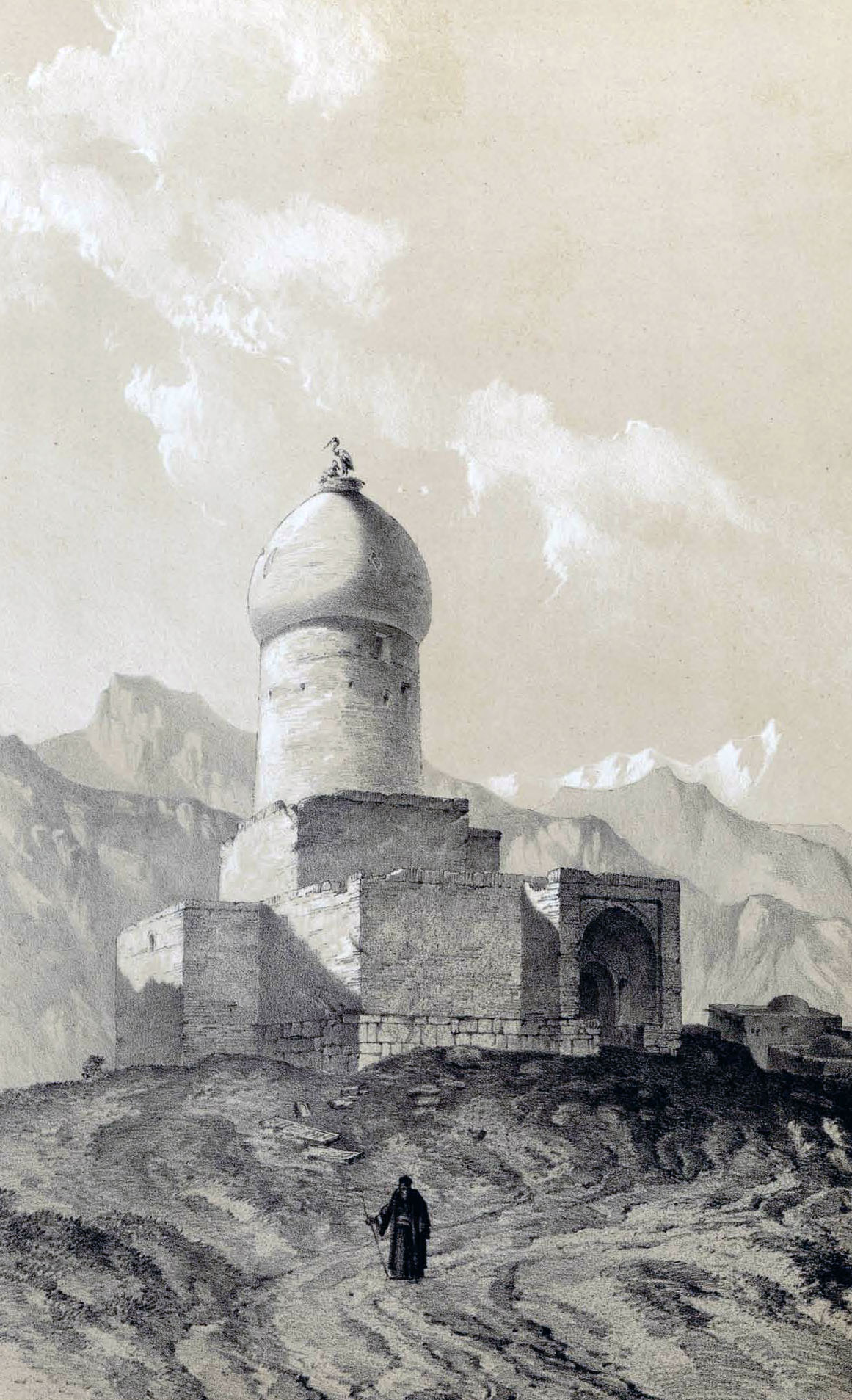
Een illustratie door Eugène Flandin (midden van de 19e eeuw).
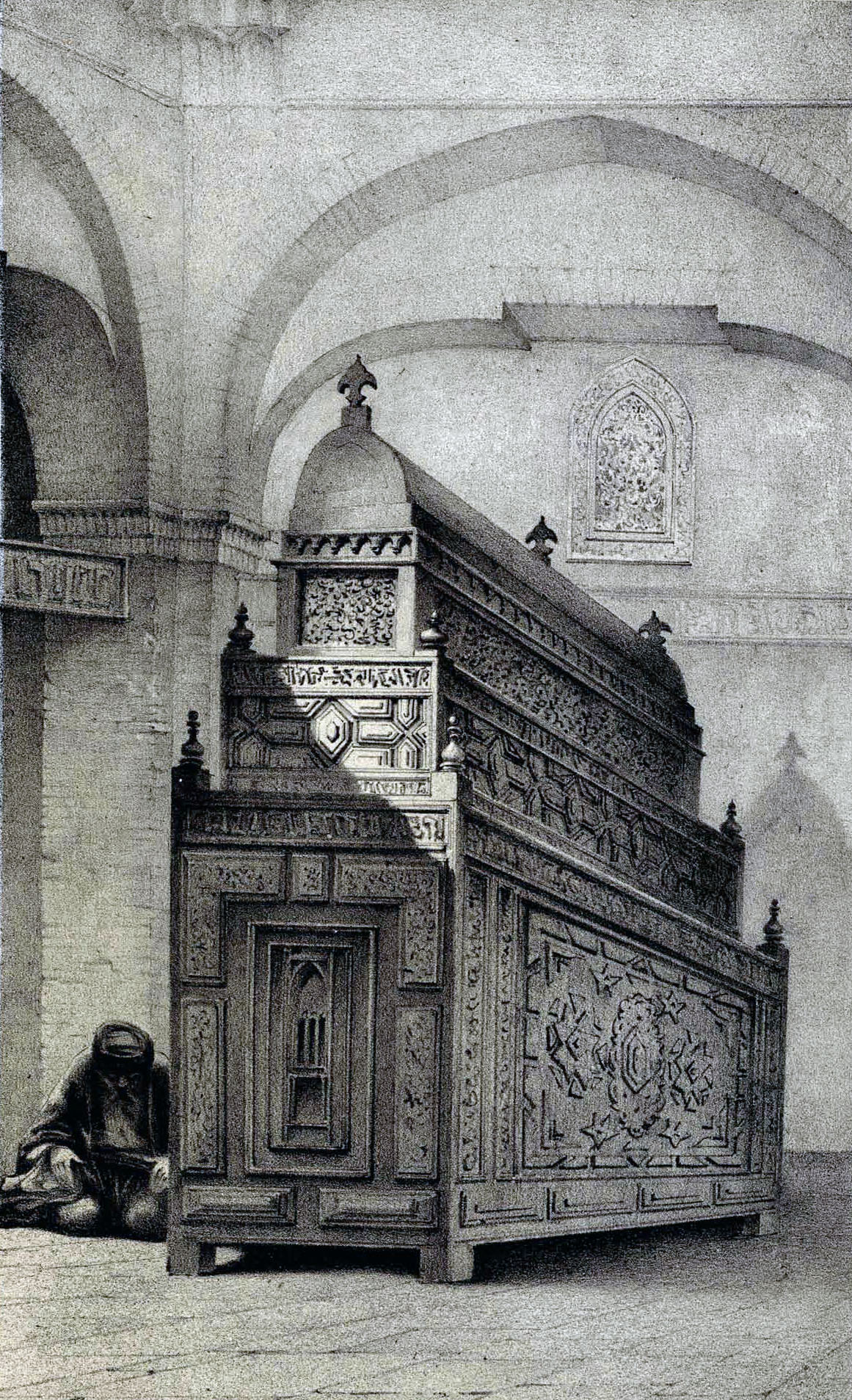
Een illustratie door Eugène Flandin.
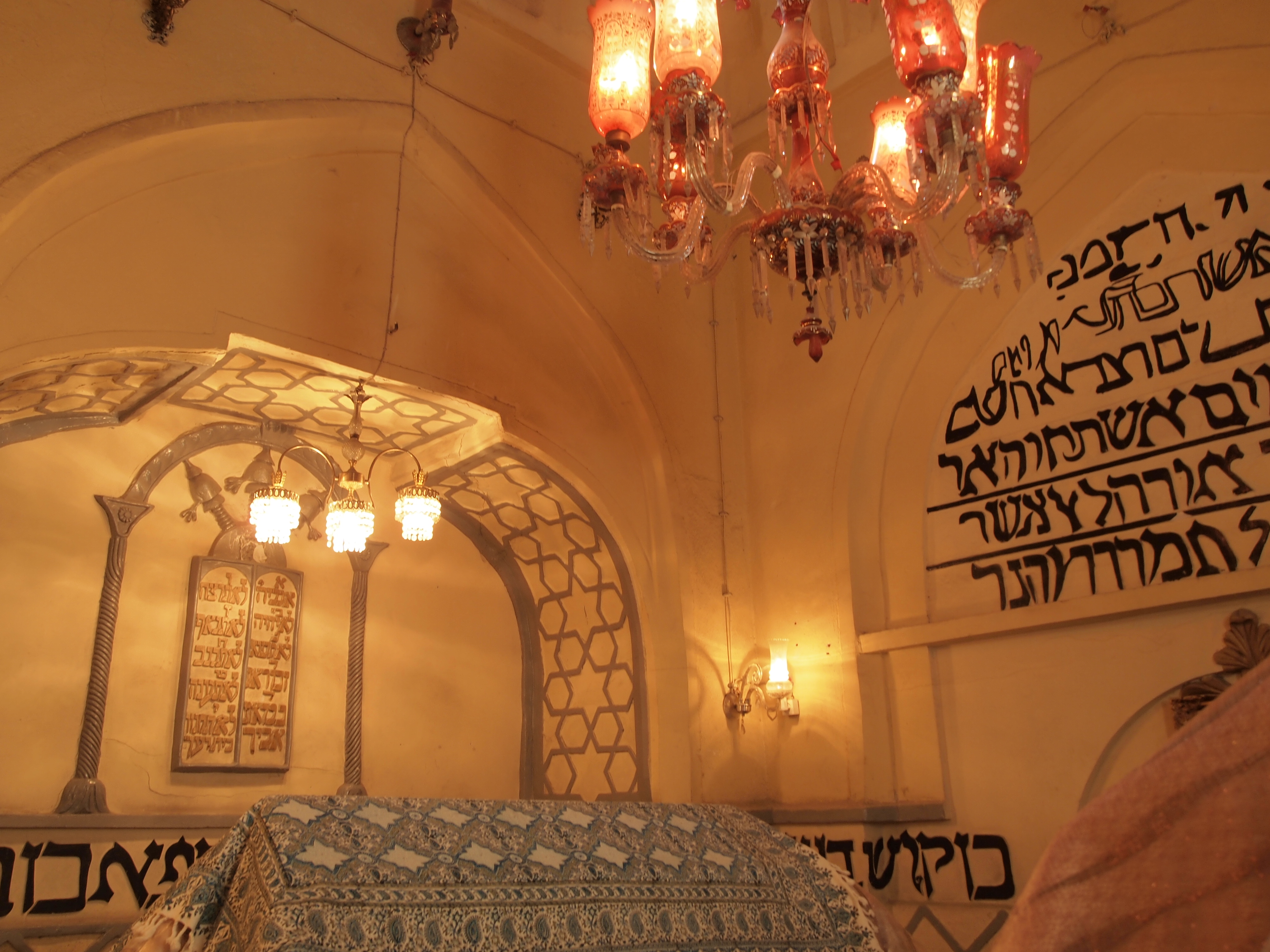
Het interieur van de grafkamer.
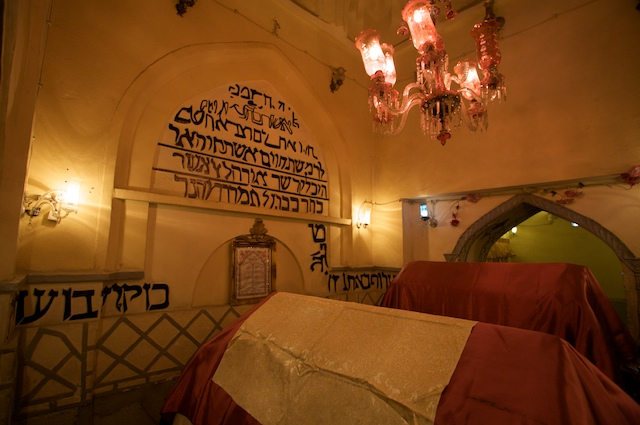
Het interieur van de grafkamer.